# Pedregal de Santo Domingo
El Pedregal de Santo Domingo, Coyoacán[cita requerida] es uno de los 9 pueblos originarios situado al sur de la Ciudad de México, México, en la demarcación Coyoacán. A un lado de Ciudad Universitaria, entre Eje 10 Sur Henríquez Ureña, Av. del Imán, Av. Aztecas y Delfín Madrigal, se extiende con sus 100 mil habitantes.
Dicha , fue invadida el 15 de septiembre de 1971 por familias de diferentes estados: Puebla, Guerrero, Michoacán y vecinos de colonias cercanas como: Los Reyes y Ajusco. 
Actualmente cuenta con tres parroquias, Parroquia del Santo Cristo de la Misericordia, Parroquia de los Santos Fundadores Domingo de Guzmán y Francisco de Asís y una capilla: Capilla De Santo Domingo De Guzmán, feriada 8 de agosto . Sobre la calle Ilama se encuentra la Iglesia San Marcos, feriada el 25 de abril. 

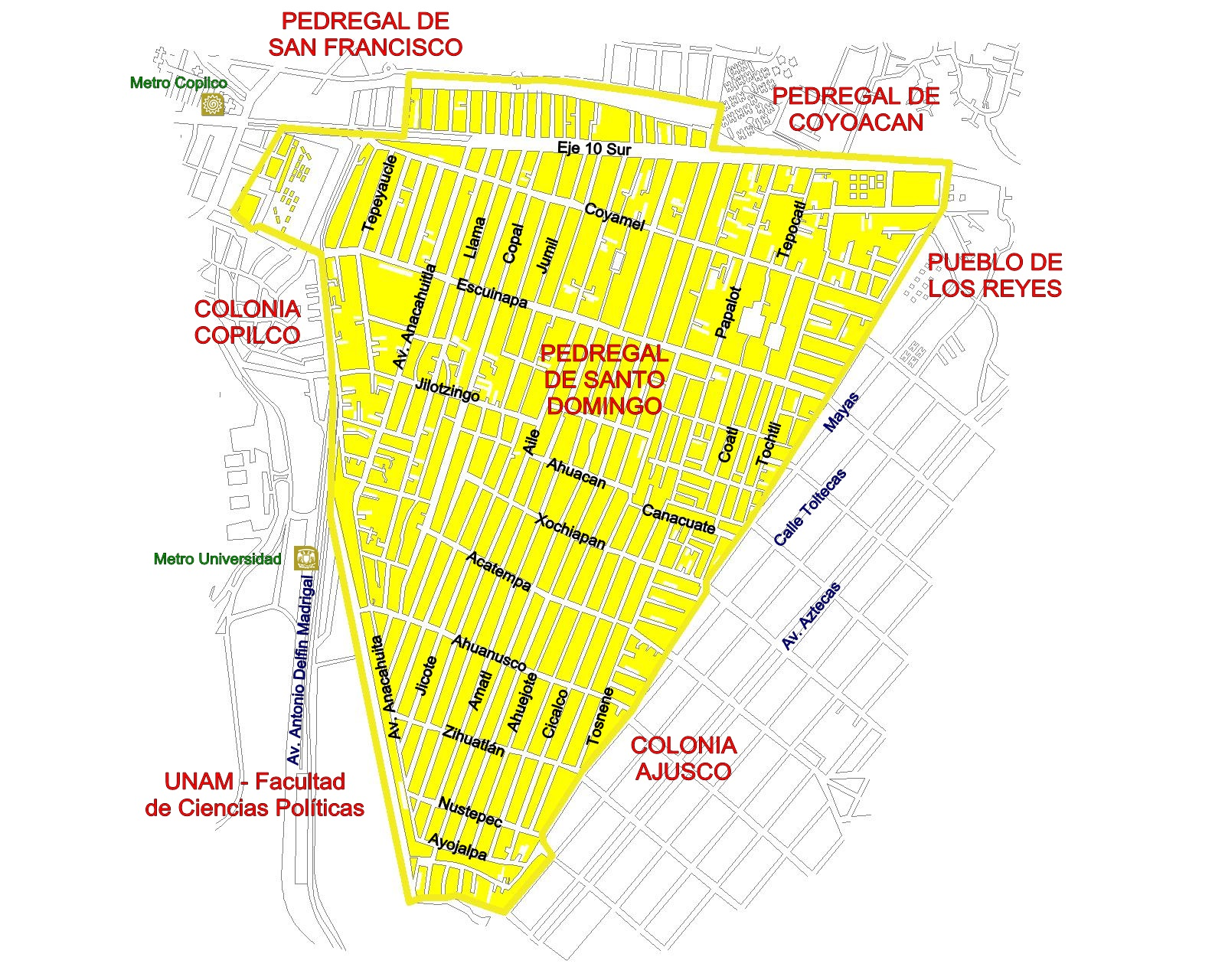
Croquis de ubicación de Pedregal de Santo Domingo

## Ubicación
El Pedregal de Santo Domingo, colinda al sur-poniente y al poniente con la Universidad Nacional Autónoma de México, al oriente con la colonia Ajusco. Calle Toltecas, al nor-oriente con el Pueblo de los Reyes. Al suroeste con la colonia Romero de Terreros, colonia rodeada por el "Muro de Berlín", así llamado por los santodomingueños al muro que divide ambas colonias. Al sur cerrando en cono trunco, con La Cantera.

El eje 10 es hoy el eje más importante de la zona, pues conecta con la Ciudad Universitaria, Insurgentes y hacia Pacífico, División del Norte y Tlalpan. Otra avenida principal es Aztecas que anteriormente se tenía planeado que fuera nombrado como eje central.
Como referencia, también podemos ubicar la estación del metro Ciudad Universitaria al poniente pegada a la Universidad Nacional Autónoma de México; y siguiendo hacia el poniente pero por el eje 10, encontramos la estación del metro Copilco. Ambas estaciones pertenecientes a la línea 3 de la red del metro. Otra estación cercana, a la que podemos llegar de manera accesible, al nor-oriente; y de la línea 2 es la estación Taxqueña llegando por Avenida Aztecas, la cual da camino hacia División del Norte.

## Historia

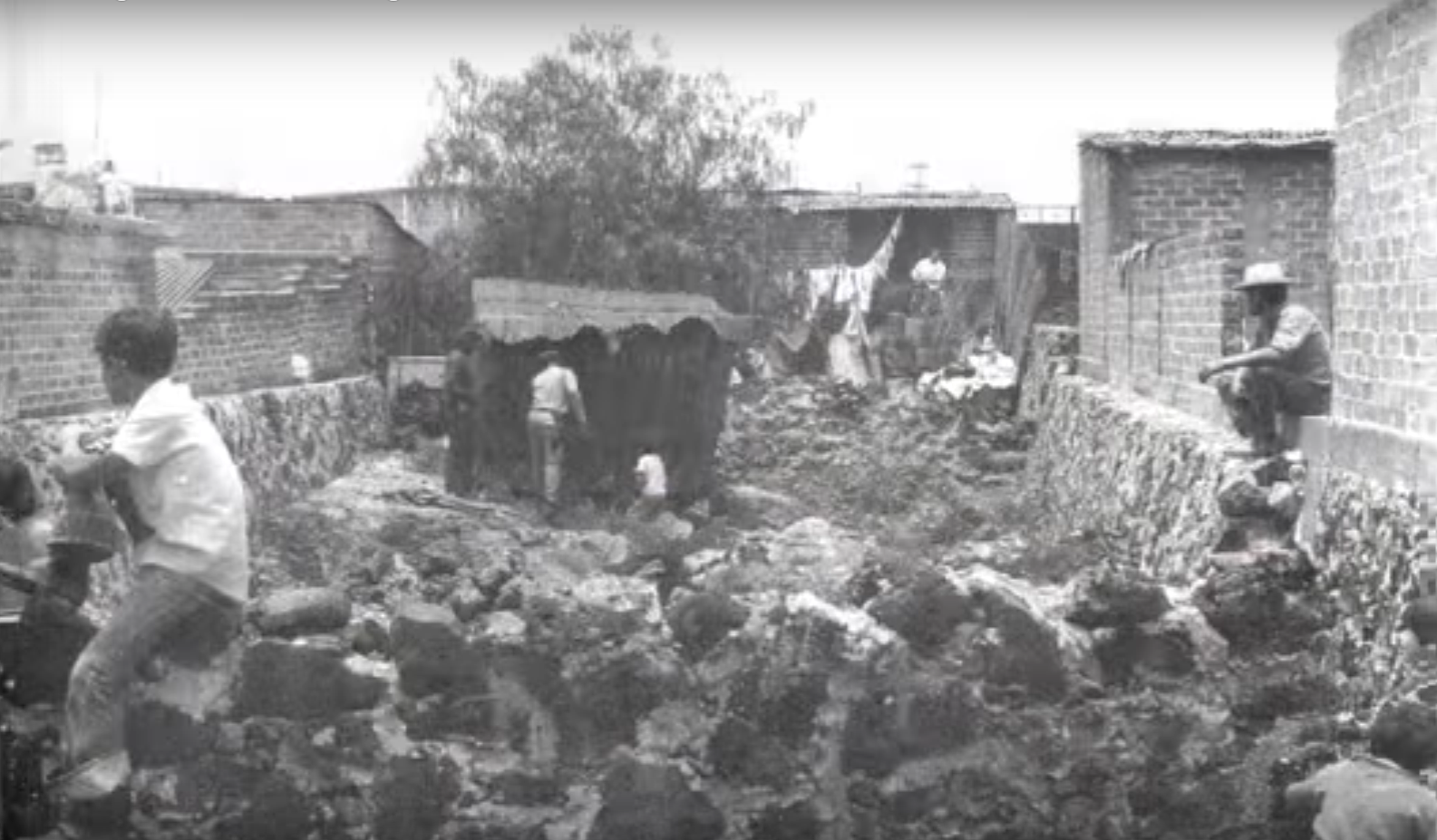
Construcción de las viviendas en el Pedregal de Santo Domingo.

La formación de la Colonia Pedregal de Santo Domingo se debe a la migración de personas de distintos estados de la República Mexicana hacia el Distrito Federal (Ciudad de México) en busca de trabajo.
“Durante la noche del 3 al 4 de septiembre de 1971 circulo un llamado por los linderos sur de la Ciudad de México: ¡hay tierra! En menos de 24 horas unas 5,000 familias cayeron como paracaídas en lo que hoy se conoce como Pedregal de Santo Domingo”.
En ese tiempo Pedregal de Santo Domingo había estado cubierto por roca volcánica debido a la erupción del volcán Xitle, los colonos tuvieron que improvisar sus viviendas al ser construidas con láminas de cartón negro (tanto paredes como techo). Este material es altamente inflamable, por lo que ocurrieron algunos accidentes; incendios de casas. No existía ningún tipo de servicio; ni agua, ni electricidad, ni teléfono, etcétera.  Por la falta de caminos el acceso solo era a pie.
Esto no desalentó a los habitantes ya que valiéndose de marros, cuñas, barretas y hasta dinamita trataron de emparejar el terreno que estaba forjado de piedra volcánica. Al principio se usaban velas y lámparas de queroseno para alumbrarse durante la noche, después se comenzó a robar la electricidad de colonias vecinas.

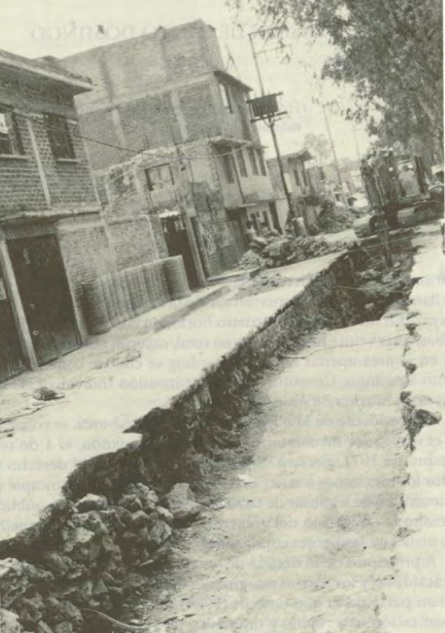
Construcción del drenaje de aguas negras en Pedregal de Santo Domingo.

El emparejamiento de calles fue extremadamente difícil, incluso hay casas que se construyeron antes de este emparejamiento de calles y que al final terminaron por debajo del nivel de la calle. Es típico de la Colonia Pedregal de Santo Domingo, ver calles de subidas y bajadas con casas de dos o más pisos cuyo primer piso está por debajo del nivel terminado de la calle.
En menos de 10 años de la formación de la Colonia Pedregal de Santo Domingo, por parte del gobierno se comenzó con la construcción de escuelas primarias y años después de secundarias Los trabajos de zanjas para la tubería de agua potable corrió a cargo de los mismos habitantes utilizando las mismas herramientas; marros, cuñas, etcétera.
En los años ochenta se comenzó a pavimentar las calles, aunque no existía alcantarillado para las aguas negras,  las casas deberían contar con una grieta formada por las piedras volcánicas donde se desalojaban las aguas negras, la característica de la grieta era que no tuviera un punto de llenado.
Con la pavimentación; nuevamente los habitantes tomaron en cuenta la falta de banquetas, por lo que la mayoría de banquetas fueron hechas por ellos mismos.
Gracias a que el Pedregal de Santo Domingo está cimentado sobre piedra volcánica el terremoto de México de 1985 no tuvo impacto en la infraestructura de la colonia. No obstante, el gobierno optó por reforzar las estructuras de primarias y secundarias.
En los noventa se comenzó con la incorporación de alcantarillado y tubería para la recolección de aguas negras por parte del gobierno. Para realizar las zanjas se utilizó maquinaria especial que como primer paso consistía en romper el pavimento, este procedimiento hizo que al terminar de colocar la tubería y alcantarillas se procediera a re pavimentar nuevamente. 
Actualmente la Colonia Pedregal de Santo Domingo cuenta con todos los servicios, agua, luz, calles pavimentadas y alumbrado, teléfono, drenaje, seis primarias, dos secundarias, etcétera.
Durante la pandemia de COVID 19 en 2020 ha sido una de las colonias más afectadas debido la gran cantidad de puestos y comercios informales en las calles, así como la ausencia del uso del cubrebocas por parte de la población. Además, por la necesidad de las personas de salir a trabajar debido a que la mayoría de la población es de bajos recursos, ya que es una colonia popular.

## Dinámica de la población
La colonia Pedregal de Santo Domingo tiene mala fama de ser una zona insegura.[cita requerida] Durante los años 80 en esta zona había pandillas de jóvenes y por lo tanto había enfrentamiento entre ellas, al ir pasando esta generación de jóvenes la delincuencia no se heredó a las siguientes generaciones, por lo cual actualmente el Pedregal de Santo Domingo es igual de seguro o inseguro que el promedio de las colonias de la Ciudad de México.[cita requerida]
Existe el mito de que los taxistas no desean llevar pasajeros hacia la colonia Pedregal de Santo Domingo, pero una contradicción es que gran cantidad de personas que viven en el Pedregal de Santo Domingo son taxistas, algunos creen que ese mito se mantiene para cobrar más caro a los pasajeros que desean o tienen que ir a esta colonia.[cita requerida]
Los habitantes del Pedregal de Santo Domingo se dedican al comercio;[cita requerida] existen mercados establecidos con techos, además de mercados llamados sobreruedas o tianguis donde al igual que los mercados establecidos se dedican a comerciar frutas y verduras, carnes de puerco y res así como pollo, ropa, artículos para el hogar entre otros. En la colonia también hay una gran variedad de panaderías y hasta panificadoras donde se hornea el pan, hay tortillerías, peluquerías y salones de belleza unisex, negocios madereros y de chatarra, minoristas distribuyen autopartes y artículos de plomerías, tlapalerías y ferreterías donde se venden desde tornillos como material para la construcción, papelerías y muchos negocios más.[cita requerida]
También es morada de muchos estudiantes universitarios nacionales y extranjeros (chinos, alemanes, españoles, cubanos, costarricenses, norteamericanos y hasta europeos), debido a los altos costos de la vida, las rentas también les han pegado a ellos en el bolsillo.[cita requerida] Mucha gente de Santo Domingo lo ve como una forma de ayudar a su economía el rentar alguna habitación compartida para los estudiantes que residen temporalmente debido a su cercanía con la Universidad Nacional Autónoma de México,  esto trae consigo un intercambio cultural de costumbres, hábitos y educación cívica.[cita requerida]

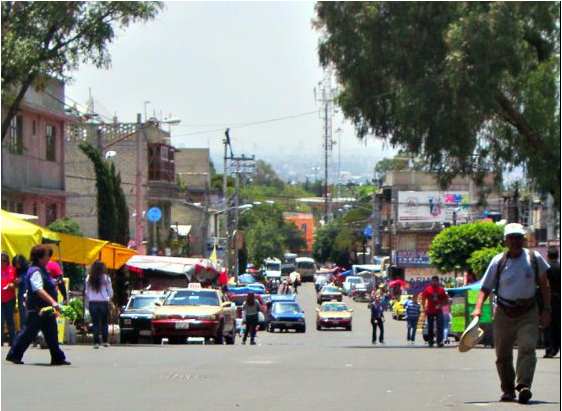
Una de las avenidas más importantes de la Colonia Pedregal de Santo Domingo

Cuando amanece en el Pedregal de Santo Domingo es común ver hombres y mujeres que salen de sus casa para dirigirse a trabajar, algunos en autos, otros esperando algún taxi y otros más dirigiéndose a las avenidas donde pasa el transporte colectivo. [cita requerida]
Las personas que trabajan en oficinas; generalmente su área de trabajo se sitúa dentro de la Ciudad de México. Por lo que las personas que laboran en fábricas tienen que transportarse hacia el Estado de México o aún más lejos, por lo cual el tiempo del trayecto es más largo.[cita requerida]
Se ven  igualmente por las calles primero los estudiantes de secundaria; dirigiéndose a su escuela, algunos acompañados de sus madres y/o padres. Más tarde y en mayor proporción los estudiantes de primaria, algunos corriendo o apresurados porque se les hace tarde para poder entrar.[cita requerida]
En el transcurso del día el flujo de persona disminuye significativamente, pero este flujo de personas vuelve aumentar a la hora de salida y/o entrada de los alumnos.[cita requerida]
Ya por la tarde y noche se ve regreso de las personas que fueron a trabajar.[cita requerida]
Es común ver los fines de semana en algún Tianguis de la colonia a jóvenes extranjeros comiendo, comprando, llevando ropa a lavar y hasta conviviendo  con los del Pedregal. Hablando de los connacionales llegan de todos los estados para estudiar o concluir sus carreras universitarias  y de igual forma se integran a la sociedad.[cita requerida]

## Tradiciones
El segundo domingo de agosto se lleva a cabo la celebración de la colonia del Pedregal de Santo Domingo, llamada Fiesta Patronal de los Santos Fundadores, la celebración o fiesta del pueblo se caracteriza por una procesión con las imágenes de los Santos Fundadores; Domingo de Guzmán y Francisco de Asís. Durante este día se da un recorrido por las principales calles de la colonia llevando las imágenes de estos dos santos seguidos por una caravana de los habitantes de la colonia, quienes lanzan juegos pirotécnicos al aire y bailan alrededor y detrás de las imágenes que son cargadas también por los mismos habitantes.

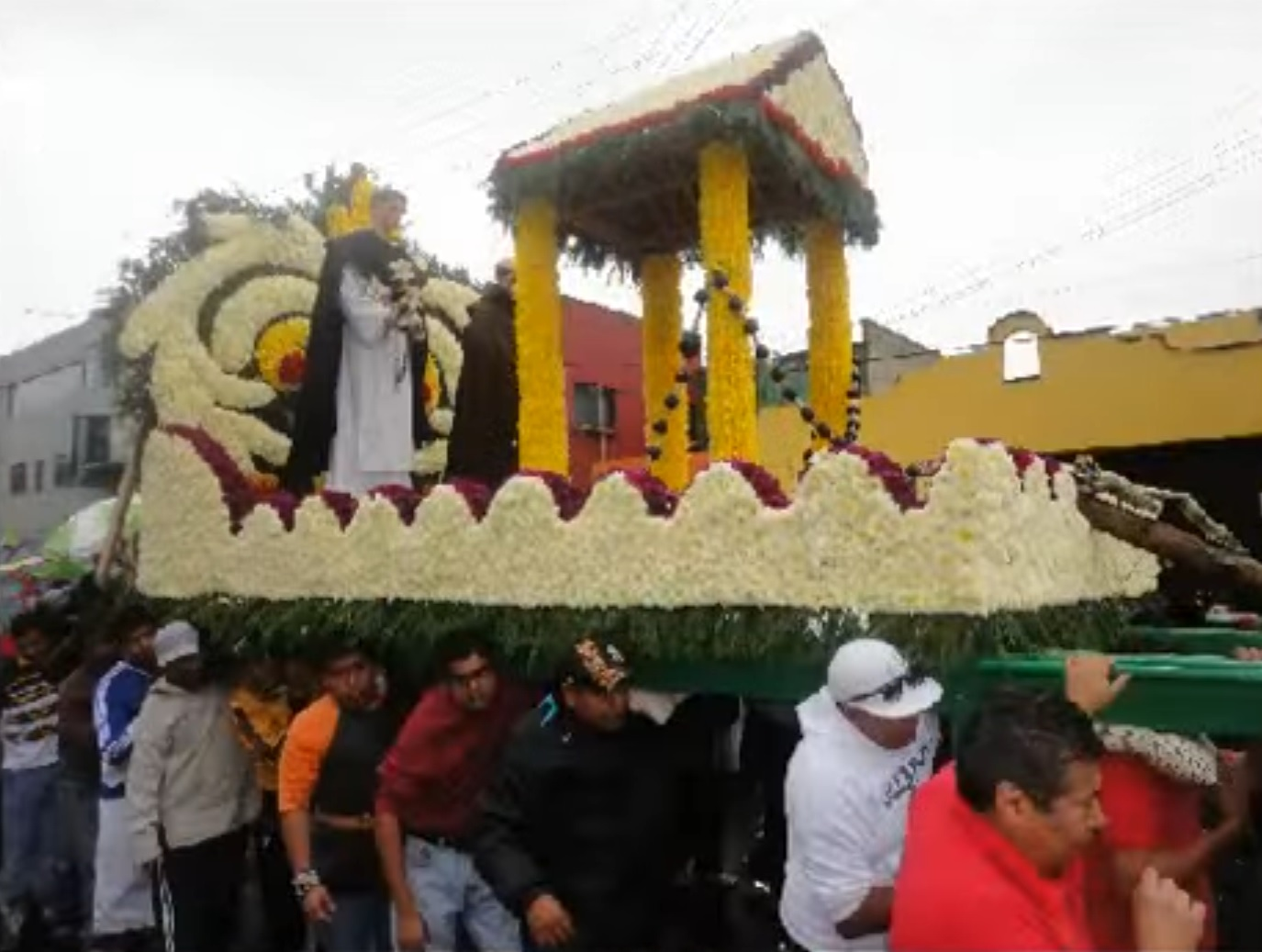
Pedregal de Santo Domingo, Fiesta Patronal de los Santos Fundadores.

La parroquia de los santos fundadores es el eje central de los festejos. La parroquia situada en la calle Papalot a la altura de la avenida Escuinapa. Desde 5 días antes comienzan a llegar los juegos mecánicos, estos se van distribuyendo en los alrededores de las calles aledañas a la parroquia. El segundo domingo de agosto que es precisamente el día del festejo las calles aledañas a la parroquia se inundad de gente que asisten a los juegos mecánicos y otros juegos clásicos de la feria como tiro a los globos, tiro al blanco, juego de canicas, entre otros. También se colocan puestos de comidas típicas. Alrededor de las 9 de la noche se quema el tradicional castillo, que está recubierto de fuegos pirotécnicos, además del también popular torito.

## Datos estadísticos de población
La población en la colonia Pedregal de Santo Domingo ha ido en aumento desde su formación. En la siguiente tabla se muestra la población del Pedregal de Santo domingo en 1970, 2000 y 2010.
| Año  | Población Femenina | Población Masculina | Población Total |
| ---- | ------------------ | ------------------- | --------------- |
| 1970 | Desconocido        | Desconocido         | Desconocido     |
| 2000 | 44,064             | 41,634              | 85,698          |
| 2010 | 48,976             | 46,007              | 94,977          |

En 2020 se estima que el total se encuentra alrededor de los 110,000 habitantes.

## Fundaciones y Organizaciones en Santo Domingo
- Fundación Cherubin A. C.
- Para Poder Crecer A. C.
- Club Corredores Santo Domingo
- Club de Boxeo Santo Domingo[7]
- Fundación Esperanza de los Niños A.C - Santo Domingo
- Unión De Colonos Del Pedregal De Sto. Domingo A.C
- Pro Pedregales Coyoacán A.C.
- Progreso y Bienestar Para El Desarrollo de Familia A.C.